# 河南町立中村小学校
河南町立中村小学校（かなんちょうりつ なかむらしょうがっこう）は、大阪府南河内郡河南町にあった公立小学校。
2019年に河南町立河内小学校･河南町立白木小学校と統合され、河南町立かなん桜小学校となった。
校名はかつての村名に因んでおり、校地東側一帯の大字「中」に名残をとどめる。。

## 沿革
明治時代に当時の赤阪村（現・千早赤阪村）に設置された河陽尋常高等小学校をルーツとする。同じく河陽尋常高等小学校に連なる小学校として、現在の千早赤阪村立赤阪小学校がある。
- 1886年4月8日 - 森屋小学校、水分小学校、中村小学校、寛弘寺小学校の4校を併合し、河陽尋常高等小学校として森屋227-1に新設。
- 1899年3月31日 - 遠路通学不便のため、併合4校を分離。
- 1899年4月1日 - 現所在地に中村尋常小学校を設立。
- 1912年10月 - 校舎を改築。
- 1918年4月1日 - 高等科を併設、中村尋常高等小学校と改称。
- 1937年3月 - 校地拡張、講堂及び校舎1棟8教室を増築。
- 1941年4月1日 - 国民学校令により、中村国民学校と改称。
- 1947年4月1日 - 学制改革により、中村立小学校と改称。
- 1956年9月30日 - 村合併による河南町発足に伴い、河南町立中村小学校と改称。
- 1972年10月 - 新校舎が落成。
- 1974年4月1日 - 西校舎が落成。
- 1976年6月1日 - 完全学校給食を実施。
- 1976年12月 - 木造旧校舎解体（第1次）。
- 1978年11月 - 木造旧校舎解体（第2次）。
- 1979年3月 - 本館鉄筋校舎を増改築。
- 1979年7月16日 - プール竣工。
- 2019年3月24日 - 閉校式[1]。
- 2020年4月1日 - 跡地に「河南町立かなんこども園」が開園[3]。

## 交通
- 近鉄長野線 富田林駅から金剛バス千早線乗車 神山バス停下車、東へ500m
- 富田林駅から南東へ約4km